# Gadalla Gubara
Gadalla Gubara (1921-2008) fue un camarógrafo, productor, director y fotógrafo sudanés. Durante cinco décadas, produjo más de 50 documentales y tres largometrajes. Fue pionero del cine africano, ya que fue cofundador de la Federación Panafricana de Cineastas FEPACI y del festival de cine FESPACO (Uagadugú, Burkina Faso). Su hija, Sara Gubara, graduada del Cinema Institute en El Cairo, Egipto, lo ayudó con sus proyectos cinematográficos posteriores, después de que perdió la vista.  

## Biografía
La obra de Gadalla Gubara abarca largometrajes, informes, documentales educativos, películas publicitarias y películas caseras. Documentó los desarrollos políticos y sociales de Sudán durante más de 50 años, desde la independencia en 1956 a través de la fase del gobierno socialista y su política de modernización hasta la proclamación de las leyes islámicas en 1983, capturando igualmente el evidente deterioro de las condiciones para el cine, que fue de la mano con este desarrollo.
Según Studio Gad Archive, creció en una familia muy modesta, y de joven, trabajó como camarero. Durante sus turnos, le encantaba observar a los clientes, imaginándolos como actores en una obra de teatro y aprendiendo de ellos. Después de haber sido educado en el prestigioso Gordon Memorial College en Jartum, fue expuesto por primera vez al cine durante la Segunda Guerra Mundial, cuando sirvió en El Fasher, Darfur del Norte, y en el frente del norte de África como oficial en el Cuerpo de Señales del Ejército Británico. Recibió capacitación como camarógrafo en Studio Masr en El Cairo, y cuando regresó a Sudán, la Unidad de Cine Británica lo encargó para hacer películas educativas sobre producción agrícola. "El cine en los idiomas locales se consideraba la mejor manera de llegar a la población mayormente analfabeta. Se abrió paso a través de Sudán con una furgoneta de cine, proyectando documentales para poblaciones rurales, junto con películas más alegres".

## Carrera
En 1955, produjo la primera película africana en color, Song of Khartoum. Los años posteriores a la independencia en 1956, estuvieron marcados por una atmósfera de despertar político y cultural. Gubara se convirtió en el principal cineasta de la recién establecida Unidad de Cine de Sudán, dependiente del Ministerio de Cultura e Información. Durante este período, documentó todo con su cámara: reuniones gubernamentales con el presidente Gamal Abdel Nasser de Egipto o el emperador etíope Haile Selassie en una visita de estado, la vida nocturna de Jartum, la construcción de líneas ferroviarias, fábricas y represas. A finales de la década de 1950, recibió una subvención para continuar sus estudios de cine en la Universidad del Sur de California, y fue nombrado Director de la Unidad de Cine de Sudán a su regreso en 1962.
Queriendo producir sus propios documentales y, sobre todo, largometrajes, dejó la Unidad de Cine de Sudán y estableció el primer estudio de cine privado de Sudán, Studio Gad, en 1974. Su primer largometraje fue Tajouj, ganadora del Estatuto de Nefertiti (el mayor premio de cine de Egipto) en el Festival de Cine de El Cairo en 1982, y ganó premios en festivales de cine en Alejandría, Uagadugú, Teherán, Addis Abeba, Berlín, Moscú, Cannes y Cartago.
Seguía trabajando a los 88 años. Perdió la vista a los 80, cuando su estudio había sido confiscado por el gobierno, pero continuó con sus últimos proyectos cinematográficos, con su hija Sara Gubara ayudándolo. En 2006, recibió el Premio a la Excelencia por su carrera en los Premios de la Academia del Cine Africano.
Entre 2014 y 2016, una gran parte de sus películas fueron digitalizadas por el Arsenal - Institute for Film and Video Art en Berlín, Alemania, y, por lo tanto, se mostraron nuevamente al público en Sudán y en el extranjero.